# Wanker

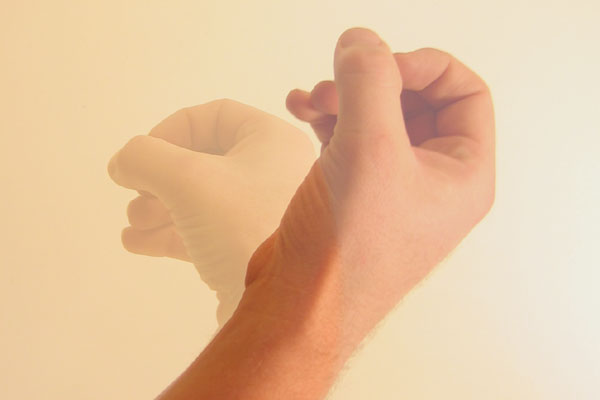
Gesto que significa wanker.

Wanker es una palabrota en inglés, especialmente en el Reino Unido, Irlanda, Australia y Nueva Zelanda.

## Uso
Literalmente, un wanker es un 'pajillero' o 'pajero' en español, un término vulgar de argot que significa 'masturbador' (el sustantivo del verbo to wank oneself (masturbarse)), pero es utilizado más a describir un hombre que es egoísta, o un insulto general. Fue introducido al idioma inglés durante los años 1940 como una palabra que describe un hombre que se masturba, y fue utilizado por primera vez en 1972 como insulto general.
Wanker puede ser simbolizado por un gesto, por agitar una mano en un puño flojo.

### En los Estados Unidos
La palabra wanker no es común en inglés estadounidense, y es utilizado en los medios de comunicación solamente para estereotipar británicos, irlandeses y australianos. Se cree que fue introducido a los Estados Unidos por el cantante inglés Phil Collins durante su cameo en Miami Vice en 1984.

## Ofensividad
En diciembre de 2000, la Agencia de Estándares de Publicidad del Reino Unido hizo un estudio que descubrió que wanker es la cuarta palabra más ofensiva en el idioma inglés. En el 200.º episodio de Los Simpson, Trash of the Titans, Adam Clayton de la banda irlandesa U2 dice que los otros miembros del grupo son wankers, y al final del episodio el personaje Montgomery Burns dice que U2 son wankers. Cuando el episodio fue reestrenado veinte años después en abril de 2008 en el Reino Unido a las seis por la tarde, había 31 quejas.